# Euxoa wagneri
Euxoa wagneri là một loài bướm đêm trong họ Noctuidae.